# Iván Vallejo
Iván Vallejo Ricaurte (Ambato, 19 dicembre 1959) è un alpinista ecuadoriano.
Con l'ascesa del Dhaulagiri I (8,167 m) compiuta il primo di maggio del 2008, completa il personale progetto "Desafio 14", entrando così nell'élite dell'alpinismo mondiale, essendo uno dei pochi al mondo ad aver scalato tutti i 14 ottomila senza l'ausilio di ossigeno supplementare. È il primo alpinista ecuadoriano ad aver compiuto tale impresa.

## Biografia
Iván Vallejo Ricaurte è nato ad Ambato, Ecuador, nel 1959 ed è il padre di Andy e Kamilla. Si è laureato in ingegneria e ha insegnato matematica all'università dal 1988 al 2000. In questa fase, ha deciso di diventare a tempo pieno alpinista.
Iván inizia ad arrampicare in Ecuador, su montagne come Illiniza, Rumiñahui, Tungurahua e Carihuairazo e molto presto il suo hobby è diventata una passione. Il 23 ottobre 1978 ha raggiunto la vetta del Chimborazo (6.310 m), la più alta montagna ecuadoriana. Nel 1988 ha iniziato la scalata della Cordillera Blanca (Perù), dopo aver scalato montagne come Artesonraju, Alpamayo, Huascarán e Illampu.
Nel 1995 ha scalato la vetta più alta delle Alpi (Monte Bianco) e il suo primo himalayano (Island Peak, 6187 m). L'anno successivo, è tornato in Nepal e ha raggiunto la vetta del Ama Dablam (6.856 m) e nel 1997, raggiungeva la cima del suo primo ottomila - il Manaslu (8.156 m). Nel 1998 è arrivato in vetta al Broad Peak (8048 m) e nel 1999 ha scalato l'Everest per la prima volta, diventando così il primo ecuadoriano a raggiungere la cima più alta del mondo.
Il primo maggio 2008 completa il progetto personale "Desafio 14", scalando tutti i 14 ottomila senza l'ausilio di ossigeno supplementare.

## Il progetto "Desafio 14"
| Data        | Montagna                |
| ----------- | ----------------------- |
| 1997        | Manaslu (8,163 m)       |
| 1998        | Broad Peak (8,047 m)    |
| 1999 / 2001 | Everest (8,848 m)       |
| 2000        | K2 (8,611 m)            |
| 2002        | Cho Oyu (8,201 m)       |
| 2003        | Lhotse (8,516 m)        |
| 2003        | Gasherbrum II (8,035 m) |
| 2003        | Gasherbrum I (8,068 m)  |
| 2004        | Makalu (8,462 m)        |
| 2004        | Shisha Pangma (8,027 m) |
| 2005        | Nanga Parbat (8,125 m)  |
| 2006        | Kangchenjunga (8,586 m) |
| 2007        | Annapurna I (8,091 m)   |
| 2008        | Dhaulagiri I (8,167 m)  |